# Виборчі технології
Ви́борчі техноло́гії — це система заздалегідь продуманих, запланованих, а також спонтанно використовуваних заходів, планів, процедур, технічних та інформаційних засобів для забезпечення успішного висунення кандидатів та їх обрання. Нечесне ведення виборчої кампанії прийнято позначати сленговим терміном "брудні виборчі технології".
Це також сукупність засобів і методів впливу на виборців, заснованих на відповідних наукових розробках, даних соціологічних досліджень у поєднанні з політичною рекламою і методами public relations, що спрямовані на досягнення успіху на виборах певною політичною силою.

## Сутність
Як засвідчує практика, далеко не всі кандидати, вступаючи в передвиборчу боротьбу, орієнтовані на перемогу. Деякі з них розглядають виборчу кампанію як можливість привернути увагу до своєї особи, пройти попереднє «розкручування» з метою участі в наступних виборах або ж просто «відтягти» на себе частину голосів сильних суперників якогось із кандидатів.
Виборча кампанія може бути ототожнена з особливим видом політичного управління.

## Класифікація
Різнорідність технологій за предметно-цільовими критеріями визначає особливості їх практичного застосування. Розв'язання того чи іншого політичного завдання вимагає комплексного підходу з використанням різних політичних технологій. У зв'язку з цим останні можуть бути згруповані таким чином:
- аналітичні технології (політичний аналіз, політичне консультування);
- предметно-практичні («польові») технології (прийняття рішень, управління конфліктами, управління переговорами, лобіювання);
- комунікативні технології (агітація і пропаганда, PR, політична реклама, інформаційно, інформаційно-мережеві;

## Особливість виборчих технологій
Особливість виборчих технологій полягає, зокрема, в їх оперативності і стандартному наборі процедур. Не складно помітити, що передвиборчі кампанії розгортаються за одним і тим самим багаторазово апробованим сценарієм: з одного боку — демонстрація позитивних якостей рекламованого кандидата, а з іншого — публічна негативна характеристика опонентів. Подібні кампанії, як правило будуються не на випадковому наборі розрізнених засобів, а на добре відпрацьованих спеціальних технологіях.